# Gewone poetslipvis
De gewone poetslipvis (Labroides dimidiatus) is een soort lipvis die men aantreft op koraalriffen van de Indische Oceaan, de Rode Zee en sommige plekken in de Grote Oceaan. Deze lipvis is de meest bekende soort van de poetsvissen. Deze vis heeft een lang en slank lichaam met een horizontale zwarte streep die zich naar achteren verbreedt.

## Voedsel
De poetsvis leeft van het verwijderen van parasieten en dood weefsel van grotere vissen. Dit poetsgedrag is een voorbeeld van een relatie waarvan beide partijen profiteren. 

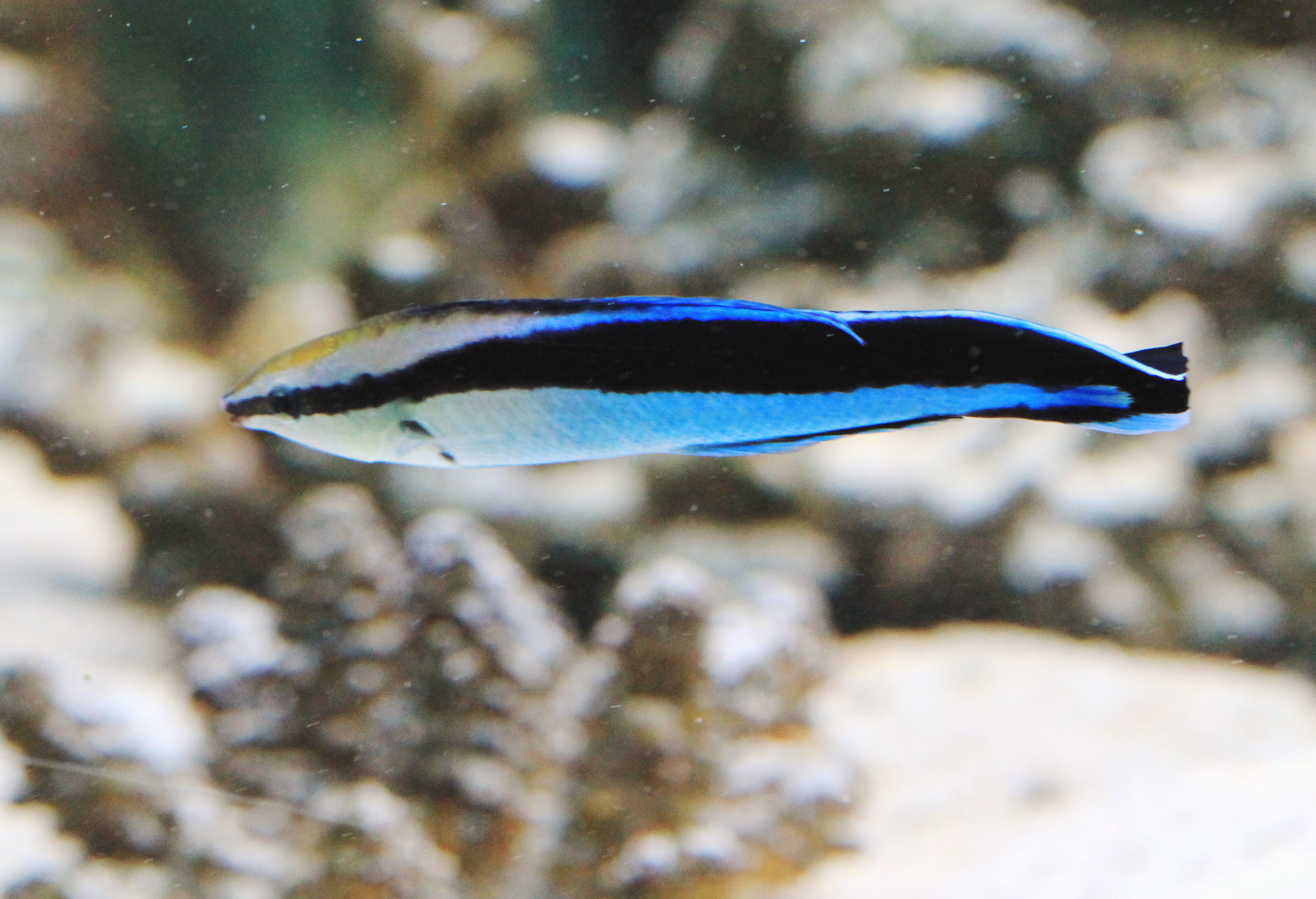
In Prague sea aquarium

## Gedrag
Deze poetsvissen bevinden zich meestal in de buurt van poetsstations, waar de grotere vissen de poetsvis herkennen, en door hun zwembeweging of typische houding aangeven dat zij gepoetst willen worden. Ook de poetsvis geeft een signaal af: door middel van op een neer gaande dansbewegingen geeft deze te kennen geven dat hij wil poetsen. Er bestaat ook een valse poetsvis (Aspidontus taeniatus) die de poetslipvis in uiterlijk en gedrag nabootst, en hierdoor kans krijgt om kleine stukjes gezond weefsel van de vissen af te scheuren. De valse poetsvis is echter geen lipvis maar een slijmvis.

## Ontwikkeling
De poetslipvis is in de jeugd een wijfje. Binnen groepjes van 6-8 poetsvissen is er slechts één volwassen mannetje: de rest bestaat uit vrouwtjes en jonge vissen. De sterkste vrouwtjes veranderen in mannetjes, als het bestaande mannetje sterft. Dit ontwikkelingspatroon wordt ook wel sequentieel hermafroditisme genoemd.

## Territorium
Poetslipvissen slapen in holtes en spleten van het steenkoraal, bedekt in een slijmerige laag die met de ochtendschemering wordt afgescheiden, en naar de oppervlakte drijft. Overdag zijn zij actief in de poetsstations. Dit zijn vaak formaties van hersenkoraal.

## Referenties

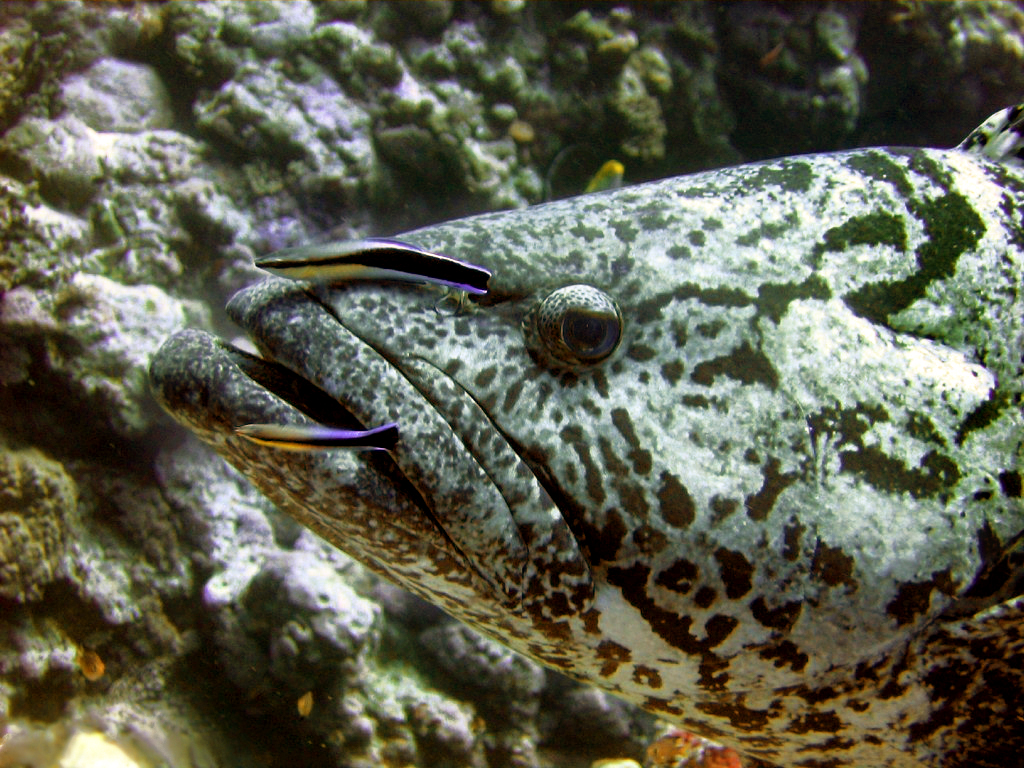
Zeebaars wordt gereinigd door twee poetslipvissen